# XDA Developers
XDA Developers (també conegut simplement com a XDA; sovint estilitzat com a xda-developers) és una comunitat de desenvolupament de programari per a mòbils de més de 6,6 milions de membres arreu del món, es va iniciar el gener de 2003. Encara que la discussió gira en l'actualitat principalment al voltant d'Android, els membres també parlen de molts altres sistemes operatius i els temes de desenvolupament mòbil.

## Història
XDA-Developers.com (XDA Developers) va ser creat per NAH6 Crypto Products BV (Països Baixos). El 10 gen 2010, XDA-Developers va ser comprat per JB Online Media, LLC (EUA). El nom XDA Developers 
es deriva originalment de O₂ XDA, que va ser comercialitzat com una PDA amb característiques "extra". La seva intenció inicial consistia en oferir assistència als usuaris de les PDA ofertes per aquella companyia telefònica i, en especial, per trobar solució a problemes derivats de males interaccions entre programari i maquinari, com per exemple el 3D dels terminals amb Windows Mobile i processadors Qualcomm produïts per HTC.

## Descripció
El principal objectiu del lloc és la discussió, resolució de problemes i desenvolupament per als telèfons intel·ligents Android, Windows Phone, WebOS, Ubuntu Touch, Firefox OS i Tizen. El lloc també ofereix informació de Windows Mobile i Android als usuaris en general sobre els dispositius, les actualitzacions de ROM, el suport tècnic, Q & A, i avaluacions de les aplicacions de dispositius i accessoris. Independent del fòrum existeix per a cada model dels telèfons fabricats per Sony, HTC, Samsung, LG, Motorola, i molts altres. Els fòrums també estan disponibles per a tauletes i molts altres dispositius.

## Propietat
Joshua Solan gestiona i posseeix XDA Developers través de la seva companyia JB Online Media, LLC.
JB Online Media, LLC, es troba en
1400 N Providence Blvd., Suite 303, Media, PA 19063, EUA

## Controvèrsia de ROM personalitzades
Al febrer de 2009, Microsoft va demanar a XDA Developers que eliminés totes les ROM creades per OEM. En resposta, la petició va ser aixecada i signada per més de 10.000 membres de XDA Developers. La petició va ser deixada de costat quan Microsoft no va perseguir l'eliminació de les imatges personalitzades. Microsoft considera que l'ús d'imatges personalitzades basades en les ROM originalment proporcionades per Microsoft era acceptable si les ROMs funcionen només en models específics i no són portades a dispositius per als quals la ROM original no va ser dissenyada.
CNET Asia va suggerir que XDA Developers ofereix possibles solucions a problemes amb molts dispositius mòbils basats en Windows. En les proves de telèfons intel·ligents amb revisions, CNET es va concentrar en les ROM publicades en XDA Developers 'al realitzar revisions detallades.
Molts de programari i maquinari hacks, mètodes d'arrelament,i altres telèfons i tauletes els ajustos específics originats pels membres del Fòrum de XDA. El Portal de XDA, llançat febrer de 2010, és una font de notícies de desenvolupament de telèfons Android i mòbils.